# Valbandon
Valbandon falu Horvátországban, Isztria megyében. Közigazgatásilag Fažanához tartozik.

## Fekvése
Az Isztriai-félsziget délnyugati részén, Pólától 7 km-re északnyugatra, községközpontjától 1 km-re délkeletre Puntižela és Sveti Lovre között a tengerparton fekszik.

## Története
A régészeti leletek tanúsága szerint területe már a történelem előtti időkben lakott volt. a római korban két gazdag villagazdaság is állt a területén. (A régészeti leletek között padlómozaikok, freskótöredékek, márvány szobrok és a vízvezeték rendszer részei kerültek elő.) A kora középkorban az öbölben új település fejlődött ki, melyet a későbbi forrásokban 1303-ban és 1585-ben „Fioran” néven említenek. Ez a falu kezdetben a ravennai püspök, majd a pólai Santa Maria Formosa (del Canedo) kolostor birtoka volt, végül a Velencei Köztársaság fennhatósága alá tartozott. A mai település neve azonban sokkal későbbi, a középkori itáliai „vala abandonata” elhagyott völgy szavakból származik. A név magyarázata, hogy a terület a sorozatos járványok következtében a 16. században évszázadokra elhagyatottá vált és csak a 19. század közepén telepítették be újra. 1910-ben 23 háztartásában 102 lakos élt. A hozzá tartozó Barbo nevű telepen még 9 család és 37 lakos volt. A 20. század elején halfeldolgozó és jéggyártó üzem működött itt, de ezek nem voltak elég jövedelmezők. Ezért a helyi gazdaság egyre inkább a turizmus felé orientálódott összhangban az „osztrák riviéra” megteremtésének igényével. Ezen cél érdekében 1911-ben megalapították a "Valbandon Erholungsheim und Seebad Aktiengeselschaft" (Valbandon üdülő és tengerparti fürdő) részvénytársaságot. A társaság központja Triesztben volt. Még ebben az évben Valbandonról mint tengerparti üdülőhelyről cikk jelent meg az „Adria” című képes turisztikai havilapban. Június 1-jén megnyílt az első itteni szálloda Hotel Valbandon és még négy másik villa, köztük a Villa Mariát érdemes megemlíteni. A szálloda és a villák kapacitása 60 szoba volt. A havilap egyik 1912-es száma rendezett strandról számol be 45 kabinnal. Az első világháború következményei nagy politikai változásokat hoztak az Isztrián. 1920-tól 1943-ig az Isztriával együtt olasz uralom alá tartozott. Az olasz kapitulációt (1943. szeptember 8.) követően az Isztria német megszállás alá került, mely 1945-ig tartott. A háborút hosszas diplomáciai harc követte Jugoszlávia és Olaszország között az Isztria birtoklásáért. Az 1947-es párizsi békekonferencia Jugoszláviának ítélte, melynek következtében az olasz anyanyelvű lakosság Olaszországba menekült. 1991-óta a független Horvátországhoz tartozik. 2011-ben a falunak 1548 lakosa  volt. Lakói főként a közeli Pólára és Fažanára járnak dolgozni, ahol a turizmus és a vendéglátás területén tevékenykednek.

## Nevezetességei
Azon a ponton ahol a Valbandon-öbölbe édesvízű patak ömlik 1909 és 1912 között A. Gnirs két gazdag ókori villagazdaság maradványait tárta fel. A sekély vízű öblöt a rómaiak két gát felépítésével két majdnem zárt olyan halastóvá alakították, ahol az édes és a sós víz keveredett. Az öböl északi részén feltárt, a tengerre néző területen színes kövekkel kirakott mozaikpadlók, az öböl déli részén épületek, két árkádos udvar és két víztároló maradványai kerültek elő. Bizonyosságot nyert, hogy a maradványok olyan villák részei voltak, amelyek az 1. és 4. század között épültek és Caius Lecanius Bassus római konzul fažanai amforagyártó fazekasüzeméhez tartoztak. A kerámia leletek és az épületek anyaga és építési módja alapján az építés kezdetét az 1. századra, Vespasianus császár uralkodásának idejére teszik.